# 蝙蝠侠系列中的同性恋

布鲁斯·韦恩与迪克·格雷森坐在并排床上。
出自《蝙蝠侠》第84期（1994年6月出版）
作者：谢尔登·莫尔多夫

蝙蝠侠系列中的同性恋（英語：Homosexuality in the Batman franchise）相关研究源自精神病学家弗雷德里克·魏特汉在1954年出版的《纯真的诱惑》，他在该书中断言“蝙蝠侠故事是心理同性恋（Batman stories are psychologically homosexual）”。魏特汉以及他的恶搞者、粉丝或其他独立人士已经将蝙蝠侠和他的搭档罗宾（迪克·格雷森）的关系解释为同性恋伴侣或彼此有恋爱关系。虽然DC漫画从未公开宣称蝙蝠侠或他的任何男性盟友是同性恋者，但在摩登时代出版的蝙蝠侠漫画书中有几个角色显然分别是男同性恋、女同性恋或双性恋。

## LGBT角色
在蝙蝠侠系列作品里，几个角色（主要是女性角色）在近代时期被描绘成了女同性恋或双性恋。

### 男同性恋角色
蝙蝠侠漫画里的男同性恋角色包括哈珀·罗的弟弟库伦和超级英雄午夜战士。午夜战士出现于由狂野风暴所出版的漫画书，这是平行宇宙中一个类似蝙蝠侠的超级英雄；但自从DC漫画于2011年9月推出新52重启后，午夜展示就成为主流DC宇宙的一份子。午夜战士经常出现在由迪克·格雷森出演的作品中，例如《格雷森》和《夜翼》。
而在电视剧《哥谭镇》中，企鹅人（奥斯华·科伯特）被描述成了一个同性恋者或双性恋者，这和其他作品对这个角色的处理方式有着明显的不同。